# Lam Lay Yong
Lam Lay Yong (chinois simplifié : 蓝丽蓉 ; pinyin : Lán Lìróng), née Oon Lay Yong le 12 février 1936,  est une mathématicienne et historienne des mathématiques singapourienne, spécialiste de l'histoire des mathématiques chinoises. Elle a été professeure au département de mathématiques de l'Université nationale de Singapour de 1988 à 1996.

## Biographie
Elle est la petite-fille de Tan Kah Kee et la nièce de Lee Kong Chian (en).
Diplômée de l'Université nationale de Singapour (NUS) en 1957, elle a poursuivi des études supérieures à l'université de Cambridge avant d'obtenir son doctorat à la NUS en 1966. Elle est ensuite devenue maîtresse de conférences à cette même université, puis promue professeure titulaire en 1988. Elle y a enseigné durant 35 ans, avant de prendre sa retraite en 1996.
De 1974 à 1990, Lam Lay Yong a été rédactrice en chef adjointe de la revue Historia Mathematica. Elle est aussi membre de l'Académie internationale d'histoire des sciences.

## Distinctions

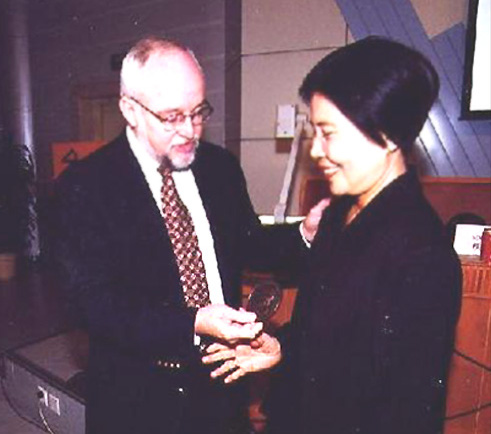
Lam Lay Yong recevant le prix Kenneth O. May des mains de Joseph Dauben, en 2002 (IHCM)

En 2002, Lam Lay Yong a reçu le Prix Kenneth-O.-May pour sa contribution à l'histoire des mathématiques. Elle est à la fois la première personne asiatique et la première femme à avoir remporté ce prix, qui est une distinction importante dans le domaine de l'histoire des mathématiques. Dans son discours de réception, elle a donné une conférence intitulée Ancient Chinese Mathematics and its influence on World Mathematics.
Lam Lay Yong a également remporté en 2005 l'Outstanding Science Alumni Award de la NUS.
En 2014, elle est entrée au Singapore Women's Hall of Fame (en).

## Publications
- (en) Lam Lay Yong, « On the Chinese Origin of the Galley Method of Arithmetical Division », The British Journal for the History of Science, vol. 3,‎ 1966, p. 66–69.
- (en) Lam Lay Yong, A Critical Study of the Yang Hui suan fa, NUS Press, 1977.
- (en) Lam Lay Yong, « A Chinese Genesis: Rewriting the history of our numeral system », Archive for History of Exact Science, vol. 38,‎ 1988, p. 101–108.
- (en) Lam Lay Yong et Shen Kangshen (沈康身), « Methods of solving linear equations in traditional China », Historia Mathematica, vol. 16, no 2,‎ 1989, p. 107–122.
- (en) Lam Lay Yong, « Jiu Zhang Suanshu (Nine Chapters on the Mathematical Art): An Overview », Archive for History of Exact Science, vol. 47,‎ 1994, p. 1-51.
- (en) Lam Lay Yong, « The Development of Hindu-Arabic and Traditional Chinese Arithmetic », Chinese Science, vol. 13,‎ 1996, p. 35–54 (lire en ligne).
- (en) Lam Lay Yong, « Zhang Qiujian Suanjing (The Mathematical Classic of Zhang Qiujian): An Overview », Archive for History of Exact Science, vol. 50,‎ 1997, p. 201-240.
- (en) Lam Lay Yong et Ang Tian Se, Fleeting Footsteps: Tracing the Conception of Arithmetic and Algebra in Ancient China, Singapore, World Scientific, 2004.
- (en) Oon Lay Yong, « Arithmetic in Ancient China », sur Lam Pin Foo, 2009.